# Vermin Twins
Vermin Twins is een elektronische muziekgroep uit België, die in 2008 werd opgericht door Micha Volders en Lotte Vanhamel. De twee werkten in 2006 al samen met Tim Vanhamel, de oudere broer van Lotte Vanhamel, met een remix van het Janet Jackson-nummer "Nasty Boys" als resultaat. Volders drumde eerder bij de hardrockband El Guapo Stuntteam, en Vanhamel speelde bij de betrekkelijk onbekende band The Electrifying Beef Brothers.
In juni 2008 trad het duo voor het eerst op tijdens een tentoonstelling genaamd Pop Eye, die plaatsvond in een gevangenis in Hasselt. Later dat jaar verzorgden zij een remix van het nummer "Kidzz" van Nid & Sancy. Op 19 maart 2010 werd hun debuutalbum Exoskeleton uitgebracht door Inner Child Records. In april 2010 verscheen de single "Suffocate", die werd uitgegeven door Inner Child Records.
Na een lange stilte brengt de band op 4 juni 2021 de single "Bare Bones / Spiritus" uit en op 21 Juni 2022 hun tweede full album 'POP" , beide uitgegeven  door 'Mutropia' het nieuwe label van Micha Volders, 

## Discografie
- 19 maart 2010 - Exoskeleton
  - 12 april 2010 - "Suffocate" (single)
- 4 Juni 2021 - "Bare Bones / Spiritus" (Single)
- 21 Juni 2022 - POP